# Marin Sanudo il Vecchio

Stemma Sanudo

Marin Sanudo, "il Vecchio" (Venezia, 1270 circa – 1343 circa) è stato un letterato, geografo e viaggiatore italiano.

## Biografia
Noto anche come Martin Sanuto detto Torsello, proveniva dai patrizi Sanudo di San Severo. Da giovane visse in Oriente impegnato negli affari di famiglia. In seguito viaggiò a lungo, a Palermo, Roma, di nuovo in Oriente e poi in Europa sino ai mari del nord.

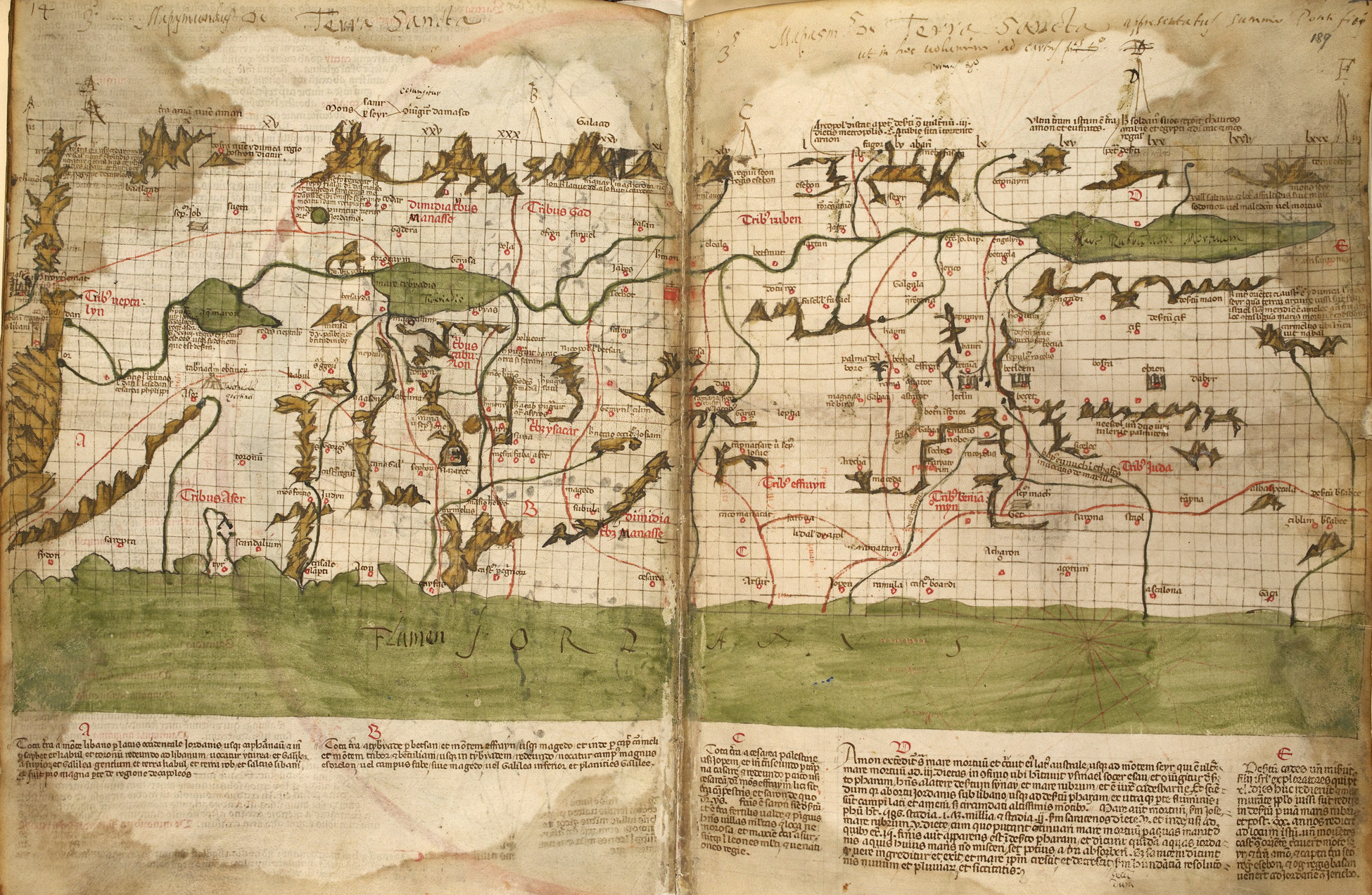
La mappa di Terra Santa di Marino Sanudo, disegnata nel 1320 d.C.

Deluso dalla caduta di San Giovanni d'Acri (1291), tentò di organizzare una crociata e ne riportò il progetto nell'opera Conditiones Terrae sanctae, presentata a papa Clemente V nel 1309. È interessante in quanto contiene una delle più precise descrizioni della Terra santa dell'epoca, successivamente ampliata nel rifacimento Opus Terrae sanctae, offerto a Giovanni XXII nel 1321. Continuò per diversi anni a proporre le sue idee a papi, sovrani e signori, anche con la diffusione dell'ultima edizione dell'opera, il Liber secretorum fidelium Crucis, conclusa tra il 1321 e il 1323. All'interno del testo larga parte tratta di questioni militari, utili a farci comprendere la prassi bellica dell'Italia settentrionale dei suoi anni, ed in particolare la guerra fluviale.
Tra il 1328 e il 1333 redasse una storia del Peloponneso, di cui resta la sola traduzione in lingua italiana coeva (Istoria del regno di Romania sive regno di Morea), raccolta con altre opere in due degli otto volumi della collezione dei Bizantini edita nel XV secolo ad Hamm, in Vestfalia.
Ebbe comuni interessi marittimi con Marco Badoer, Iacopo e il doge Lorenzo Tiepolo
Fu contemporaneo di Andrea Dandolo, amico e corrispondente di Petrarca, che "dettò in latino" le Cronache di Venezia.